# HD 111597
HD 111597 (p Centauri) é uma estrela na constelação de Centaurus. Com uma magnitude aparente visual de 4,89, pode ser vista a olho nu em locais com pouca poluição luminosa. Medições de paralaxe indicam que está a uma distância de aproximadamente 380 anos-luz (116 parsecs) da Terra. É um provável membro da associação Scorpius–Centaurus, a associação OB mais próxima do Sol.
p Centauri é uma estrela da sequência principal ou uma subgigante de classe B ou A com um tipo espectral de B9V ou A0IV. Tem uma luminosidade 137 vezes maior que a solar e uma temperatura efetiva de 9 143 K. Seu raio é equivalente a 3 raios solares. Medições astrométricas pelo satélite Hipparcos identificaram anomalias no movimento próprio desta estrela, indicando que ela é uma provável binária astrométrica.